# Erode (huyện)
Huyện Erode là một huyện thuộc bang Tamil Nadu, Ấn Độ. Thủ phủ huyện Erode đóng ở Erode. Huyện Erode có diện tích 8209 ki lô mét vuông. Đến thời điểm năm 2001, huyện Erode có dân số 2574067 người.